# Mikroregion Santa Maria Madalena

Mikroregion Santa Maria Madalena

Mikroregion Santa Maria Madalena – mikroregion w brazylijskim stanie Rio de Janeiro należący do mezoregionu Centro Fluminense. Ma powierzchnię 1.781,8 km²

## Gminy
- Santa Maria Madalena
- São Sebastião do Alto
- Trajano de Moraes